# Daheim (Erzählung)

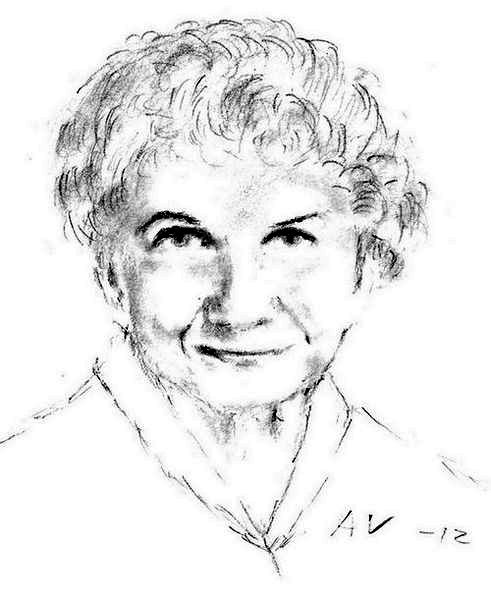
Alice Munro, Nobelpreis für Literatur 2013

Daheim (im Original Home 1974 / 2006) ist eine Short Story von Alice Munro, in der eine erwachsene Ich-Erzählerin einen Besuch bei ihrem Vater und dessen zweiter Ehefrau macht. Es wird von Verhältnissen zwischen Menschen, von Bildern, von eigenen Gewohnheiten früher und heute erzählt und davon, wie sich Orte verändern durch das Schreiben über sie. Die Zeitspanne zwischen der ersten publizierten Version von 1974 und der zweiten von 2006 (kostenfrei im Netz zu lesen), ist mit 32 Jahren um noch drei Jahre größer als bei Munros Werk „Wood“ („Holz“).

## Handlung
Anfangs ist eine Ich-Erzählerin nacheinander mit drei verschiedenen Überlandbussen auf dem Weg zu „my father and stepmother“ („I come home“ sind die Eröffnungsworte), und sie stellt Beobachtungen dazu an, wer jeweils sonst noch mitfährt und wie unterschiedlich jeweils die Busse, die Aussicht und der Fahrstil sind. Als sie eintrifft, sind Verkehrsunfälle das Hauptthema und die Erzählerin vermutet, dass dem Vater Gerede wie dieses von Irlma, seiner Ehefrau, peinlich ist. Sie sagt aber gleich anschließend, dass sie später verstehen werde, dass dem wahrscheinlich nicht so ist. Die Erzählerin macht eine Tour durchs Haus und stellt Veränderungen fest, im Haus ebenso wie bei den eigenen Gewohnheiten („I don't go ... now, ... I don't open ...“). Als ein Ex-Kollege des Vaters, Harry Crofton, mittags beim Essen dabei ist, kommt das Gespräch auf Joe Thoms, der gern einen Sack Kartoffeln hätte, und die Erzählerin fragt nach, wer Peggy sei, von der auch die Rede ist. Verheiratet oder nicht, Verarmung und ein Gewaltverhältnis sind daraufhin die Themen. Der Vater verabschiedet sich mit einem kleinen Witz in Bezug auf sein Alter und sagt, er lege sich eine Weile hin. Von Irlma hört die Erzählerin, dass der Vater nicht ganz er selbst sei in letzter Zeit und die Tochter begleitet ihn, als er den Sack Kartoffeln zu den Nachbarn bringt, die in einem Wohnwagen leben. Geld will der Vater für die Kartoffeln nicht annehmen. Im Laufe des Gesprächs erfährt die Erzählerin unter anderem, dass es dem Vater egal ist, wer die Welt erschaffen hat, und sie stellt fest, dass er etwas verschlossen wirkt. Er hat eine schlechte Nacht mit Übelkeit und bevor er sich tags darauf selbst ins Krankenhaus fährt, reden Irlma und seine Tochter einen Vormittag miteinander, wobei Irlma ihr erzählt, wie sie (schon) als junge Frau auf Männer gewirkt habe. Der Vater zeigt seiner Tochter vor der Abfahrt, was für die Schafe zu tun ist. Im Folgenden geht es um Szenen im Krankenhaus, um den Notarzt Dr. Parakulam und den sarkastischen Dialog, den eine 'tomboy'-Krankenschwester mit ihm führt, um Bettenmangel, um Zimmergenossen, ums Altwerden und wie sich ein Bettnachbar mittels Radiolautstärke vor dem Geräusch zu schützen versucht, das der Vater macht, wenn er sich übergeben muss oder, in einem späteren Abschnitt, wenn der andere Zimmergenosse Dinge sagt, die er nicht hören will. Als sie abends zu Irlma kommt, sind die Alterserscheinungen ihres Hundes ausführlich Thema. Beim nächsten Besuch im Krankenhaus hat der Vater wenig Energie zum Reden, will seiner Tochter aber etwas über Irlma sagen. Die Tochter rätselt und denkt sich, er wird gesagt haben wollen, dass Irlma eine bemerkenswerte Frau ist („a wonder“). Dies ist eine Einschätzung, die sie von Irlma in der Form gesagt bekommen hat, dass der Vater gemeint habe, es wäre schön gewesen, wenn Irlma von Anfang an seine Frau gewesen wäre. Die Tochter spürt einen Konflikt, weil Irlma ihr dies erzählt und sie erinnert sich an einen Traum über ihre Mutter, den sie bei ihrem ersten Besuch im Haus der beiden hatte: wie jene heimlich dabei war, den Boden zu streichen, um ein Projekt von Irlma im Voraus zu erledigen. Als sie gerade die Arbeit bei den Schafen erledigt hat, kommt die Nichte von Irlma angefahren, die den Vater im Krankenhaus besucht hat und die der Erzählerin klarmachen will, dass sie nun wieder in ihr eigenes Leben zurückgehen könne. Am Ende der Geschichte schaut die Erzählerin auf „all this“ zurück und sie merkt, dass sie bei Beginn ihrer Panik in genau jener Ecke des Stalles gestanden hat, von wo aus sie eine Laterne sieht, deren Anblick für sie die erste klare Erinnerung ihres Lebens ist, in einem sehr kalten Winter, der den Leuten großen Schaden gebracht hatte, weil die Kastanien und Obstbäume erfroren.

## Ausgaben und Versionen

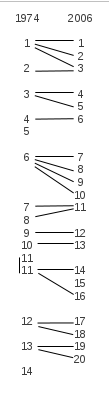
Alice Munro: "Home" (1974 / 2006), Versionsunter-schiede nach Abschnitten

Die erste Version der Erzählung erschien 1974 in New Canadian Stories (Band 74). Eine andere Fassung dieses Werks publizierte Munro 32 Jahre später in ihrer zwölften Kurzgeschichtensammlung The View From Castle Rock (2006) beziehungsweise online, die in deutschsprachiger Übersetzung mit dem Titel Wozu wollen Sie das wissen? (2008) herausgebracht worden ist. In englischer Sprache umfasst die Erzählung in der Version von 2006 eine Länge von ca. 30 Seiten.
Die Version von 1974 ist unterteilt in 4 Abschnitte, „Friday“, „Saturday“, „Sunday“ und „Monday“, die jeweils mit dem ersten, dritten, sechsten und zwölften Abschnitt beginnen. Jeder Abschnitt weist am Schluss eine kursiv gesetzte Passage mit metafiktionalen Überlegungen der Ich-Erzählerin auf. Einige der dieser Überlegungen sind in die Version von 2006 eingearbeitet worden, außer denjenigen von Abschnitt 5 und denjenigen aus dem ersten Teil des elften Abschnitts. Der letzte Abschnitt von 1974 besteht aus einer Widmung („For John Metcalf, 12 November, 1973“), die 2006 nicht übernommen worden ist. In der Version von 2006 ist allein der fünfzehnte Abschnitt ganz neu, die anderen sind teils ausführlich umgearbeitet worden, zum Beispiel das Gespräch zwischen Harry, Irlma, dem Vater und die Erzählerin im vierten Abschnitt über Joe Thoms und Peggy führen.